# 格兰特·布拉姆韦尔
格兰特·布拉姆韦尔（英語：Grant Bramwell，1961年1月28日—），新西兰男子皮划艇运动员。他曾代表新西兰参加1984年和1988年夏季奥林匹克运动会皮划艇比赛，其中1984年奥运会获得一枚金牌。